# Утакмице фудбалске репрезентације Мађарске 1952.
| Домаћин · 1952 | Гост · 1952 |

Фудбалска репрезентација Мађарске је током  1952. одиграла дванаест утакмица, први меч против репрезентације ДДР-а био је увод, Немци то дуго нису сматрали званичним сусретом. Две утакмице против репрезентације Совјетског Савеза одигране у мају су тек касније уврштене у званичне утакмице од стране мађарског савеза, биле су то прве међународне утакмице совјетског тима.
Уследиле су две припремне утакмице, против Пољске и Финске уочи Олимпијског турнира. У утакмицама по групама Олимпијских игара у Хелсинкију 1952. репрезентација Мађарске је савладала селекције Румуније, Турске и великог ривала Италије. У полуфиналу, олимпијски шампион из 1948. и освајач бронзане медаље на Светском првенству 1950, Шведска, била је следећи противник. Мађарски тим је победио Шведску резултатом од 6 : 0. У финалу на утакмици против репрезентације Југославије, се истакао голман југословенске репрезентације Владимир Беара који је одбранио пенал који је извео Ференц Пушкаш, али су у другом полувремену прво Пушкаш у 71. а потом и Цибор у 88. минуту постигли голове за победу Мађарске и титулу олимпијског шампиона.
Савезни селектор националног тима у овом периоду је био:
- Густав Шебеш

## Утакмице
| Мађарска                                              | 5 : 0 (2 : 0) | Источна Немачка |
| ----------------------------------------------------- | ------------- | --------------- |
| Хидегкути 14’ 73’ · Суса 19’ · Кочиш 59’ · Шандор 84’ | Извештај      |                 |

| Совјетски Савез · (Реп. Москве) | 1 : 1 (1 : 0) | Мађарска    |
| ------------------------------- | ------------- | ----------- |
| Бобров 36’                      | Извештај      | Палоташ 50’ |

| Совјетски Савез · (Реп. Москве) | 2 : 1 (1 : 0) | Мађарска   |
| ------------------------------- | ------------- | ---------- |
| Николајев 19’ · Иљин 55’        | Извештај      | Пушкаш 56’ |

| Пољска    | 1 : 5 (0 : 5) | Мађарска                                      |
| --------- | ------------- | --------------------------------------------- |
| Алсер 55’ | Извештај      | Кочиш 7’ 42’ · Пушкаш 25’ 33’ · Хидегкути 26’ |

| Финска         | 1 : 6 (0 : 2) | Мађарска                                                 |
| -------------- | ------------- | -------------------------------------------------------- |
| Лехтовирта 57’ | Извештај      | Пушкаш 11’ · Божик 31’ · Кочиш 49’ 80’ 84’ · Палоташ 75’ |

| Мађарска              | 2 : 1 (1 : 0) | Румунија |
| --------------------- | ------------- | -------- |
| Цибор 22’ · Кочиш 73’ | Извештај      | Кипи 86’ |

| Мађарска                    | 3 : 0 (2 : 0) | Италија |
| --------------------------- | ------------- | ------- |
| Палоташ 11’ 20’ · Кочиш 83’ | Извештај      |         |

| Мађарска                                                              | 7 : 1 (2 : 0) | Турска     |
| --------------------------------------------------------------------- | ------------- | ---------- |
| Палоташ 18’ · Кочиш 22’ 72’ · Лантош 48’ · Пушкаш 64’ 90’ · Божик 70’ | Извештај      | Гирдал 67’ |

| Мађарска                                                                | 6 : 0 (3 : 0) | Шведска |
| ----------------------------------------------------------------------- | ------------- | ------- |
| Пушкаш 1’ · Палоташ 16’ · Линд 36’ (аг) · Кочиш 58’ 63’ · Хидегкути 59’ | Извештај      |         |

| Југославија | 0 : 2 (0 : 0) | Мађарска               |
| ----------- | ------------- | ---------------------- |
|             | Извештај      | Пушкаш 71’ · Цибор 88’ |

| Швајцарска             | 2 : 4 (2 : 2) | Мађарска                                   |
| ---------------------- | ------------- | ------------------------------------------ |
| Хиги II 5’ · Фатон 11’ | Извештај      | Пушкаш 36’ 45’ · Кочиш 56’ · Хидегкути 74’ |

| Мађарска                                      | 5 : 0 (4 : 0) | Чехословачка |
| --------------------------------------------- | ------------- | ------------ |
| Хидегкути 5’ · Егреши 14’ · Кочиш 27’ 37’ 78’ | Извештај      |              |

## Голгетери у 1952.
| - Нандор Хидегкути - Ференц Суса - Шандор Кочиш - Карољ Шандор - Ференц Пушкаш - Јожеф Божик - Михаљ Лантош - Золтан Цибор |